# Redrama
Redrama, eller Lasse Mellberg, född 1977 i Helsingfors, Finland, är en finlandssvensk hiphop- rapartist, sångare, låtskrivare och producent. 
Redrama uttrycker sig på engelska, men även på svenska. År 2001 vann han finska mästerskapen i rap. Samma år släppte han sin egenbetitlande första EP. Redrama fick sitt genombrott år 2003 med skivan Everyday Soundtrack och singeln Hang it up, som toppade finländska singellistan. För Everyday Soundtrack vann han 2005 European Border Breakers Awards.
I slutet av 2009 gav han ut EP:n Samma på svenska, där han för första gången rappade på sitt modersmål svenska. Låten Du släpptes som singel från den EP:n. 
Under sin karriär har Redrama arbetat med bland andra Proof, Madcon, Prop Dylan, Ken Ring och Promoe. Han var med och sjöng i den finlandssvenska låten för tolerans och öppenhet, Vår Tid, Vårt Land.
Han är en av domarna i tv-programmet The Voice of Finland. Redrama var Vegas sommarpratare år 2014.

## Diskografi
Album
- Everyday Soundtrack (2003)
  1. "Hang It Up"
  2. "Knuckleheadz (med Critical)"
  3. "If You With That"
  4. "Stand Strong"
  5. "A Day At A Time"
  6. "You"
  7. "This Is What It Sounds Like"
  8. "Babylon"
  9. "Everyday Soundtrack"
  10. "Kill It With Hip Hop"
  11. "Average Assholes (med Kapricon, Vinnie & Critical)"
  12. "Raindrops"

- Street Music (2005)
  1. "Introduction"
  2. "Street Music"
  3. "I Don't Know What To Tell You"
  4. "Today Just Ain't The Day"
  5. "Off Your Chest"
  6. "Heruuks?"
  7. "I Can't Help Myself"
  8. "List Of Things To Do"
  9. "Good Woman"
  10. "Blessed (med Elastinen)"
  11. "Rest Of Your Life"
  12. "Feet To Work"

- The Getaway (2009)
  1. "Rise"
  2. "Piece Of The Pie"
  3. "Music"
  4. "Those Days"
  5. "Move It Along"
  6. "For A Day"
  7. "Hold Me Back"
  8. "Slow Down"
  9. "Apologize"
  10. "Way You See It"
  11. "The Getaway"
  12. "Under-Estimators (med Prop Dylan)"
  13. "Better Man"
  14. "Right Here"

- Reflection (2014)
  1. "Now"
  2. "Got This"
  3. "Kickstart"
  4. "Angel"
  5. "Clouds, feat. A.J. Mclean"
  6. "Devil"
  7. "Real, feat. Lazee"
  8. "Flight Mode"
  9. "Let Go, feat. Kristinia DeBarge"
  10. "Dumb!"
  11. "Awake"
  12. "Turn Around"

EP:n
- Redrama EP (2001)
  1. "Intro"
  2. "Flames"
  3. "Travel The Map"
  4. "I Know They Watching (The Matrix)"
  5. "You Never Know"
  6. "URC (Undefineable Rhyming Creature)"
  7. "Ronnie"
  8. "Everyday Soundtrack"

- Samma på svenska (2009)
  1. "Vad jag vill"
  2. "Du"
  3. "Robot"
  4. "Riktiga ting (med Timo Pieni Huijaus)"

- Pakkå Ruåtsi (ft. Jesse P, 2011)
  1. Måndag Till Söndag 
  2. Hon
  3. Tro På Dig Själv 
  4. Pakkå Ruåtsi
  5. Världen Runt 
  6. Samma Gamla Sak

Singlar
- If You With That (2003)
- Hang It Up (2003)
- Knuckleheadz (2004)
- Street Music (2005)
- Rest Of Your Life (2005)
- I Don't Know What To Tell You (2005)
- Music (2009)
- Du (2009)
- F.R.E.E (2011)
- Kickstart (2012)
- Gottabe (2012)
- Dumb! (2012)
- Clouds (2013)
- Let Go (2014)
- Forcefield (2015)
- #WeOK! (2015)
- Weekend on Repeat (2015)

Videor
- Hang It Up (2003)
- Street Music (2005)
- Music (2009)
- Rise (2009)
- Sail On (2011)
- FREE (2012)
- Forcefield (2015)
- Weekend on Repeat (2015)